# Dicranomyia (Dicranomyia) luteiapicalis
Dicranomyia (Dicranomyia) luteiapicalis is een tweevleugelige uit de familie steltmuggen (Limoniidae). De soort komt voor in het Neotropisch gebied.